# 胡萝卜汁

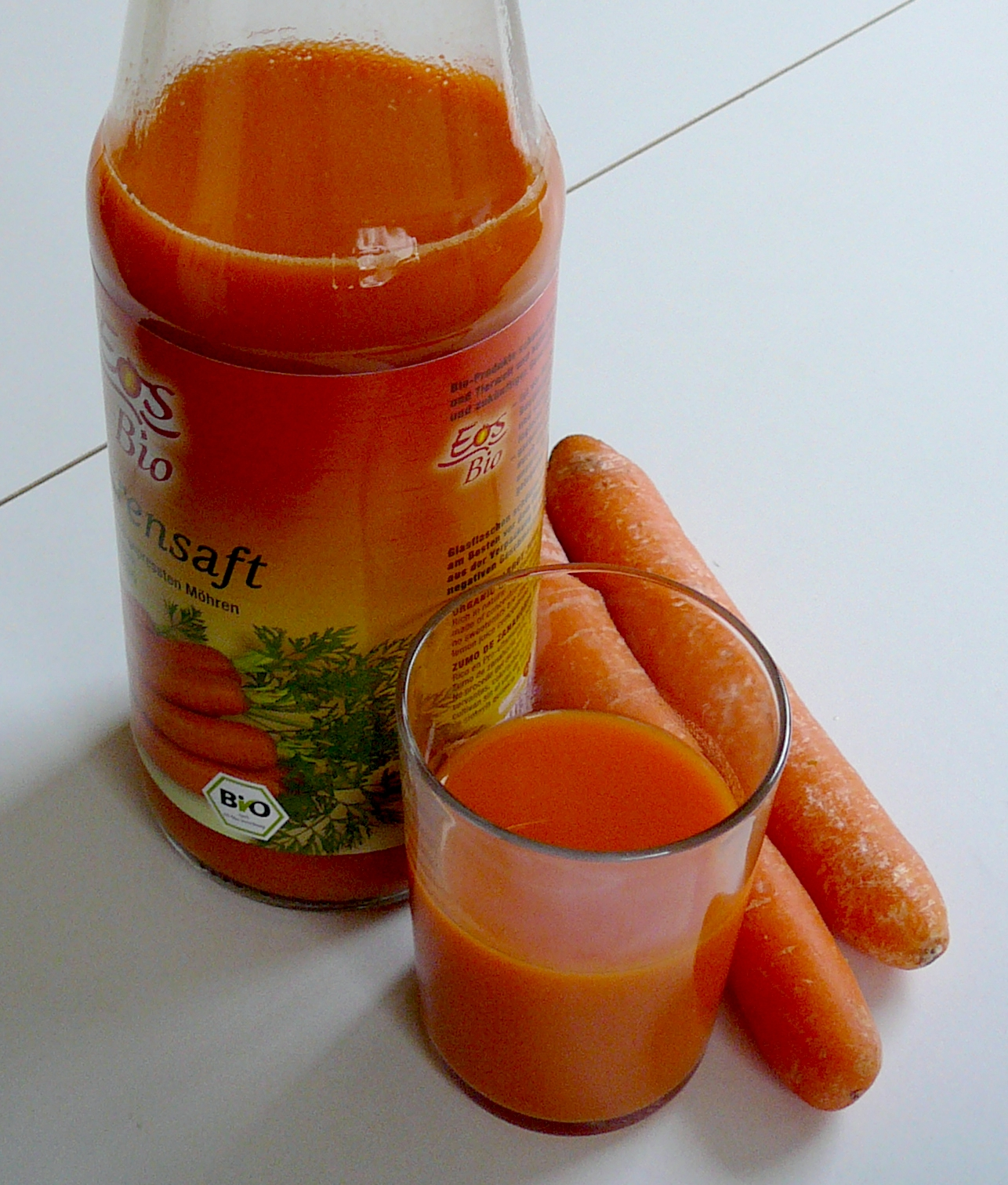
胡萝卜汁

胡蘿蔔汁是用胡蘿蔔为主要原料制作成的饮料。一般使用新鲜的胡蘿蔔，削去皮后，使用榨汁机或手力压榨成蔬菜汁。很多人认为饮用胡蘿蔔汁比食用胡蘿蔔做成的菜肴更容易使得营养被身体所吸收。然而胡蘿蔔汁缺少胡蘿蔔的原有纤维，常久饮用不利于肠胃的正常消化。胡蘿蔔汁具有明目、抗肺癌、高血压、夜盲症、干眼症、睡眠呼吸暂停、食欲不振、皮肤粗糙等疾病的功能。胡蘿蔔汁拥有胡蘿蔔独特的清淡的甘甜味。胡蘿蔔由于含纤维较多，胡蘿蔔汁的质量大约为原胡蘿蔔质量的三分之一，没有苹果、橙子榨出的蘋果汁、橙汁比例高，因此胡蘿蔔汁价格也相对昂贵一些。
根据美国农业部的调查，一杯236克的胡蘿蔔汁的营养成分如下：
- 含水：209.73克
- 热量：94千卡
- 蛋白质：2.24克
- 脂质：0.35克
- 碳水化合物：21.90克
- 膳食纤维：1.9克
- 食糖：9.23克
- 钙：57毫克
- 铁：1.09毫克
- 镁：33毫克
- 磷：99毫克
- 钾：689毫克
- 钠：156毫克
- 锌：0.42毫克
- 维生素 C：20.1毫克
- 维生素 B-1：0.562毫克
- 维生素 B-2：0.130毫克
- 维生素 B-3：0.911毫克
- 维生素 B-6：0.512毫克
- 维生素 E：2.74毫克

此外胡蘿蔔汁含有β-胡蘿蔔素等类胡蘿蔔素，24小时之内饮用三杯（708克）以上会使皮肤颜色发桔，这种良性疾病称作柑皮症，待排泄出身体后则会恢复原肤色。